# 愍懐嬪姜氏
愍懐嬪 姜氏（びんかいひん きょうし、ミンフェビン カンシ、朝: 민회빈 강씨、1611年4月18日 - 1646年4月30日）は、李氏朝鮮の第16代国王仁祖の王世子昭顕世子の正妃。本貫は衿川姜氏。

## 生涯
1611年、右議政の姜碩期（カン・ソッキ）の娘として生まれる。1627年、16歳で昭顕世子と婚姻し、世子嬪となる。1637年、李氏朝鮮が清へ降伏し、8年間清の都の盛京で人質生活を送る。昭顕世子との間に3男5女を儲けた。
1645年、夫の昭顕世子が息を引き取る。1646年、昭顕世子の廃嫡を主張していた金自点の告発により、仁祖が食べるアワビに毒を入れたとして、平民に降格の上、実家にて死を賜る。姜氏の母と兄弟達は処刑、息子達は済州島等に流刑となる。享年36（満35歳没）。

## 死後
その後、長男の慶善君と次男の慶完君は謎の死を遂げている。慶善君は病死ともされるが、2人共、仁祖が放った刺客に殺されたと考える者もいる。
第17代国王孝宗（昭顕世子の弟）の時代から3代に渡り、陰謀であるとして復位論争が起こり、1718年、第19代国王粛宗の時代になってようやく、愍懐の称号を与えられて身分を回復する。賜死から72年が経っていた。

## 家族関係
- 父:右議政 姜碩期（1580年-1643年）
- 母:申禮玉（生年不詳-1647年）
- 夫:昭顕世子
  - 長女：郡主（1629年-1631年。夭逝）
  - 次女：郡主（1631年-1640年。夭逝）
  - 長男：慶善君（名は栢（石鉄）。1636年-1648年）
  - 三女：慶淑郡主（1637年-1655年。綾昌副尉 具鳳章に降嫁。1男を儲けた）
  - 次男：慶完君（名は石磷。1640年-1648年）
  - 四女：慶寧郡主（1642年-1682年。錦昌副尉 朴泰定に降嫁。5男4女を儲けた）
  - 五女：慶順郡主（1643年-1697年。黄昌副尉 辺光輔に降嫁）
  - 三男：慶安君（名は檜（石堅）。1644年-1665年。男子の中で唯一生き残り、20代まで生存して結婚。長男の臨昌君李焜と次男の臨城君李熀を儲けた。臨昌君李焜（姜氏直系の孫）の系統が少なくとも李氏朝鮮の朝鮮半島支配が終わりを告げ、大韓帝国が滅亡する1910年まで存続している事が記録で確認される）

## 登場作品
- 大命（1981年、KBS、配役：イ・ムニ）
- 馬医（2012年〜2013年、MBC、配役：キョン・スジン）
- 花たちの戦い -宮廷残酷史-（2013年、JTBC、配役：ソン・ソンミ）
- 三銃士（2014年、tvN、配役: ソ・ヒョンジン）
- 華政（2015年、MBC、配役：キム・ヒジョン）
- 恋人（2023年、MBC、配役：チョン・ヘウォン）